# Operation Sky Monitor
Die Operation Sky Monitor (dt. etwa Himmelswächter) war eine militärische Operation der NATO. Sie richtete eine Flugverbotszone für militärische Flüge im Luftraum von Bosnien-Herzegowina während des Balkankonflikts ein.

## Geschichte

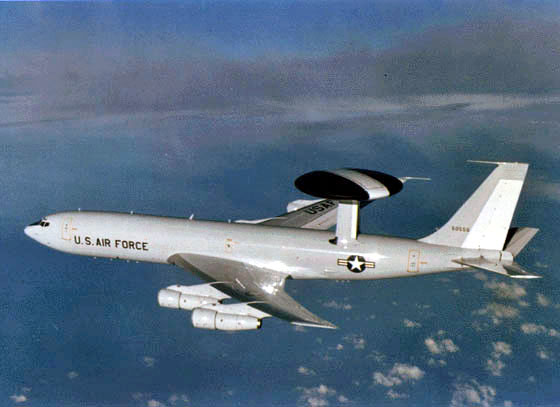
AWACS-Flugzeug Boeing E-3 Sentry

Am 9. Oktober 1992 beschloss der UN-Sicherheitsrat die Resolution 781, die ein Verbot für militärische Flüge über Bosnien-Herzegowina mit Ausnahme solcher der United Nations Protection Force (UNPROFOR) aussprach. Dafür wurden AWACS-Flugzeuge der NATO eingesetzt, die bereits seit Juli 1992 in den Operationen Maritime Monitor und später Maritime Guard Marineaktivitäten im Adriatischen Meer überwacht hatten. Die Verantwortung der Operation lag bei den Allied Forces Southern Europe.
Die Überwachung des Luftraumes begannen am 16. Oktober durch AWACS der NATO über der Adria und ab dem 31. Oktober über Ungarn. Die Boeing E-3 Sentry starteten von Basen in Deutschland (sie sind stationiert auf der Air Base Geilenkirchen), Italien und Griechenland. Zusätzlich wurden E-3 eingesetzt, die sich im Besitz der Royal Air Force und der französischen Luftwaffe befinden.
Am 31. März 1993 dehnte die Resolution 816 das Flugverbot auf alle nicht angemeldeten Flüge aus, so dass Sky Monitor auslief und am 12. April Operation Deny Flight begann.